# Мадсен, Джимми
Джимми Мадсен (дат. Jimmi Madsen; род. 4 января 1969,  в  Копенгагене, Дания)   — датский  профессиональный трековый и шоссейный велогонщик. Бронзовый призёр летних Олимпийских игр 1992 года на треке в командной гонке преследования. Участник летних Олимпийских игр 1988, 1996, 2000 годов).

## Достижения

### Трек
1988
8-й Летние Олимпийские игры — Командная гонка преследования
1989
1-й  Чемпион Дании — Командная гонка преследования (любители)
1991
1-й  Чемпион Дании — Командная гонка преследования (любители)
1992
1-й  Чемпион Дании — Командная гонка преследования (любители)
3-й  Летние Олимпийские игры — Командная гонка преследования
1993
1-й  Чемпион Дании — Командная гонка преследования
3-й  Чемпионат мира — Командная гонка преследования
1994
1-й  Чемпион Дании — Индивидуальная гонка преследования
1995
1-й  Чемпион Дании — Гонка по очкам
1-й Шесть дней Копенгагена (вместе с Дэнни Кларком)
1-й Шесть дней Хернинга (вместе с Йенсом Веггербю)
1996
1-й  Чемпион Европы — Мэдисон (вместе с Йенсом Веггербю)
1-й  Чемпион Дании — Командная гонка преследования
1-й  Чемпион Дании — Мэдисон (вместе с Йенсом Веггербю)
1-й Шесть дней Штутгарта (вместе с Йенсом Веггербю)
13-й Летние Олимпийские игры — Командная гонка преследования
1997
1-й  Чемпион Европы — Мэдисон (вместе с Йенсом Веггербю)
1-й Шесть дней Копенгагена (вместе с Йенсом Веггербю)
1-й Шесть дней Хернинга (вместе с Йенсом Веггербю)
1998
1-й Шесть дней Бремена (вместе с Йенсом Веггербю)
1-й  Чемпион Дании — Командная гонка преследования
1-й  Чемпион Дании — Гонка по очкам
2-й Кубок мира по трековым велогонкам — Гонка по очкам, Виктория, Канада
3-й Кубок мира по трековым велогонкам — Командная гонка преследования, Виктория, Канада
1999
1-й  Чемпион Дании — Мэдисон (вместе с Микаэлем Сандстёдом)
1-й Шесть дней Гента (вместе с Скоттом Макгрори )
1-й Шесть дней Копенгагена (вместе с Тайебом Брайка)
2-й  Чемпионат мира — Мэдисон
2-й Кубок мира по трековым велогонкам — Командная гонка преследования, Кали, Колумбия
2000
1-й  Чемпион Европы — Дерни
1-й  Чемпион Дании — Индивидуальная гонка преследования
1-й  Чемпион Дании — Мэдисон (вместе с Якобом Пиилом)
12-й Летние Олимпийские игры — Мэдисон
22-й Летние Олимпийские игры — Гонка по очкам
2001
1-й  Чемпион Дании — Гонка по очкам
1-й  Чемпион Дании — Мэдисон (вместе с Мадсом Кристенсеном)
2-й Кубок мира по трековым велогонкам — Гонка по очкам, Ипох, Малайзия
3-й  Чемпионат Европы — Дерни
2005
1-й Шесть дней Копенгагена (вместе с Якобом Пиилом)

### Шоссе
1994
2-й - Тур Баварии — Генеральная классификация
1-й — Этап 4
1995
1-й — Этап 3 Тур Баварии
3-й Чемпионат Дании — Индивидуальная гонка
1997
1-й  Чемпион Дании — Командная гонка с раздельным стартом
2000
2-й - Гран-при Хернинга

### Гранд-туры
| Гранд-тур                 | 2002 |
| ------------------------- | ---- |
| Джиро д’Италия            | 108  |
| Тур де Франс              | —    |
| (c 2010 ) Вуэльта Испании | —    |

| — | Не участвовал |